# Illa Mychalow
Illa Rusłanowycz Mychalow, ukr. Ілля Русланович Михальов (ur. 31 lipca 1990 roku w Makiejewce, w obwodzie donieckim) – ukraiński piłkarz, grający na pozycji napastnika.

## Kariera piłkarska

### Kariera klubowa
Wychowanek Akademii Piłkarskiej Szachtara Donieck, barwy którego bronił w juniorskich mistrzostwach Ukrainy (DJuFL). W 2007 debiutował w trzeciej drużynie Szachtara. W lipcu 2008 został wypożyczony do Metałurha Donieck, w którym grał w drużynie młodzieżowej. Podczas przerwy zimowej sezonu 2009/10 zmienił klub na Olimpik Donieck. W sierpniu 2010 wyjechał do Rosji, gdzie został piłkarzem Amkara Perm. 22 lutego 2012 podpisał kontrakt z Karpatami Lwów. Nie potrafił przebić się do podstawowego składu Karpat, dlatego 27 lipca 2012 został wypożyczony do FK Ołeksandrija, a na początku lutego 2013 do FK Chimki. W lipcu 2013 ponownie wypożyczony do Łucz-Eniergii Władywostok. 27 stycznia 2014 został wypożyczony do Nieftiechimika Niżniekamsk. 30 czerwca 2015 wypożyczony do Tomu Tomsk, a 21 sierpnia 2015 wypożyczony do FK Tosno. W styczniu 2016 powrócił do Karpat. 2 kwietnia 2016 wyjechał do Kazachstanu, gdzie zasilił skład FK Aktöbe. W połowie czerwca 2016 opuścił Aktöbe, a już 30 czerwca ponownie został piłkarzem Łucz-Eniergii Władywostok. 21 lipca 2017 wrócił do Olimpika Donieck. 10 grudnia 2017 za obopólną zgodą kontrakt z klubem został anulowany. Na początku 2018 zasilił skład gruzińskiego Kolcheti 1913 Poti. Na początku 2019 przeniósł się do Szewardeni-1906 Tbilisi.

### Kariera reprezentacyjna
W latach 2006–2007 występował w reprezentacji Ukrainy U-17. Od 2011 bronił barw młodzieżowej reprezentacji Ukrainy.